# أسلوب الذهاب (فلم 2017)
أسلوب الذهاب أو الذهاب في أسلوب (بالإنجليزية: Going in Style) هو فيلم سرقة وكوميديا أمريكي صدر سنة 2017، وهو من إخراج زاك براف، وبطولة كل من مورغان فريمان، ومايكل كين، وألان آركين، مع مشاركة كل من جوي كينج، ومات ديلون، وكريستوفر لويد، وآن مارغريت، وجون أورتيز. وهو إعادة إنتاج لفيلم بنفس الاسم صدر سنة 1979. يتابع الفيلم قصة ثلاث متقاعدين يخططون للسطو على أحد البنوك، بعد أن تم إلغاء صرف معاشاتهم.
تم إصدار الفيلم في الولايات المتحدة في 7 أبريل 2017. وقد حاز على مراجعات متباينة من النقاد، كما حقق عائدات بقيمة 84 مليون دولار مقابل ميزانية بلغت 25 مليون دولار. تبلغ مدة الفيلم 96 دقيقة.

## القصة
يتابع الفيلم قصة ثلاث متقاعدين يخططون للسطو على أحد البنوك، بعد أن تم إلغاء صرف معاشاتهم.

## طاقم التمثيل
- مورغان فريمان بدور ويلي ديفيس (بالإنجليزية: Willie Davis).
- مايكل كين بدور جوي هاردينغ (بالإنجليزية: Joe Harding).
- ألان آركين بدور ألبرت غارنر (بالإنجليزية: Albert Garner).
- جوي كينج بدور بروكلين هاردينغ (بالإنجليزية: Brooklyn Harding) ، حفيدة جوي.
- مات ديلون بدور العميل الخاص هارنر، عميل في مكتب التحقيقات الفيدرالي مُختص في التحقيق في عمليات السطو.
- كريستوفر لويد بدور ميلتون كابشاك (بالإنجليزية: Milton Kupchak).
- آن مارغريت بدور آني سانتوري.
- كينان تومبسون بدور كيث شونفيلد (بالإنجليزية: Keith Schonfield).
- جون أورتيز بدور خيسوس غارسيا.

## الإنتاج
التصوير الرئيسي للفيلم بدأ في 3 أغسطس 2015، في بروكلين، نيويورك. كما دار التصوير أيضا في أستوريا، كوينز.

## الإصدار
أسلوب الذهاب صدر في السابع أبريل 2017. حيث أن وارنر برذرز أصدرته بعد نحو عام عن الموعد المحدد لصدوره، والذي كان مقررا في السادس مايو من سنة 2016.

### شباك التذاكر
حقق أسلوب الذهاب عائدات بقيمة 45 مليون دولار في الولايات المتحدة وكندا، وما مجموعه 39.6 مليون دولاربالنسبة لعائدات باقي مناطق العالم، بإجمالي عائدات عالمية بلغ 84.6 مليون دولار، مقابل ميزانية إنتاج بلغت 25 مليون دولار.

### الإستقبال النقدي
تلقى الفيلم إشادة كبيرة من معظم النقاد. حصل الفيلم على تقييم 49% على موقع الطماطم الفاسدة مع متوسط تقييم 5.3/10، بناءً على 150 مراجعة. أما على موقع ميتاكريتيك فقد حصل الفيلم على معدل 50 من 100 بناء على 31 مراجعة.

## وصلات خارجية
- مقالات تستعمل روابط فنية بلا صلة مع ويكي بيانات